# Gontijo Teodoro
Gontijo Soares Theodoro (Araxá, 20 de março de 1924 – Rio de Janeiro, 5 de setembro de 2003) foi um radialista, locutor e apresentador de televisão brasileiro. É conhecido por ter apresentado a versão carioca do Repórter Esso na TV Tupi Rio de Janeiro.

## Biografia
Filho de Luiz e Luiza. Luiz, o pai, é descendente de espanhóis. Gontijo nasceu em Araxá, Minas Gerais, em 20 de março de 1924. O pai, Luiz, era caixeiro viajante e a mãe, de família tradicional mineira, passou uma fase de dificuldades financeiras, ajudando a sustentar a família pedalando sua máquina de costura. O garoto Gontijo gostava de brincar de locutor numa latinha de massa de tomate.
Já no Rio de Janeiro, para onde a família havia se mudado, Gontijo imitava os grandes locutores da época: César Ladeira, Urbano Lóes e outros. Tendo se mudado para Petrópolis, onde estudou com a professora Luzia Miranda Montes, a primeira vez que Gontijo participou de um programa de calouros, cantou, e foi "gongado". Foi para Belo Horizonte, depois para a cidade de Formiga. Conheceu o Capitão Furtado, grande nome da Rádio Bandeirantes de São Paulo, e que estava em turnê artística pelo interior. Gontijo acabou indo para aquela emissora paulista e aí começou realmente sua trajetória. A seguir foi para a Rádio Nacional do Rio de Janeiro, sempre como locutor. O rádio tinha grande importância na época e Gontijo Theodoro foi crescendo e logo passou a apresentador de programas. Cabia a ele anunciar os grandes cantores, as orquestras de até 200 figuras, coisa que nunca mais voltou a existir. Foi nessa época que a televisão foi inaugurada. No Rio de Janeiro, um ano após São Paulo. Gontijo pensou que não iriam chamá-lo para a televisão, mas foi o oposto. Começou a apresentar: "Retratos da Semana", na TV Tupi Rio de Janeiro. Já era jornalista registrado, quando foi escolhido para ser o Repórter Esso, programa que já existia em rádio e que ia ser inaugurado na televisão. Gontijo ficou à frente do Repórter Esso por 18 anos, 9 meses e 10 dias. Aquele era o verdadeiro Diário Oficial de toda população brasileira. Com sua voz possante e dicção perfeita, Gontijo Theodoro, às 20 horas, em ponto, dava o seu "Boa Noite" e passava a informar só notícias confirmadas. Sua credibilidade era tanta, que houve um tempo em que se dizia: "Se o Repórter Esso não deu, não aconteceu". Nunca foi necessário desfazer uma notícia. Não era um programa opinativo, era um jornal inteiramente informativo.
Quando o Repórter Esso acabou Gontijo Theodoro teve dificuldade em ser aceito para outra emissora. Sua voz havia marcado demais. E aí ele começou a diversificar suas atividades. Publicou dois livros: "Você entende de notícias" e "Jornalismo na TV". Por vários anos foi também editor do "Jornal Messiânico", em São Paulo, mas de circulação nacional. Teve um programa no formato talk-show na Rádio Guanabara do Rio de Janeiro, com entrevistas, comentários e muitas coisas.
A sua frase escolhida era uma frase de Adolpho Bloch, dono da Rede Manchete, que dizia: "O importante não é ser, nem ter, nem parecer, mas fazer". Faleceu dia 5 de setembro de 2003 de infarto em sua casa em Copacabana no Rio.